# Guy-Manuel de Homem-Christo
Guillaume Emmanuel "Guy-Manuel" de Homem-Christo (Neuilly-sur-Seine, 8 de fevereiro de 1974), conhecido como Guy-Man, é um músico, produtor musical, cantor, DJ e compositor francês. Ganhou sucesso como um dos integrantes da antiga dupla de música eletrônica Daft Punk. É bisneto do escritor português Homem Cristo Filho.
A revista Rolling Stone acrescenta que tem filhos, que os pais tinham uma agência de publicidade e que estudou no Lycée Carnot em Paris.
Em abril de 2021 lançou seu projeto REVISION (estilizado em caixa alta), uma continuação do álbum de estúdio Homework. Homem-Christo afirma que o projeto é "a metade que falta de Homework, uma exploração musical".

## Discografia

### Créditos de produção
Álbuns
- Waves (2000)
- Waves II (2003)
- Sexuality de Sébastien Tellier (2008)

Singles
| Ano  | Título                         | Artista              | Álbum                          | Crédito(s)           | Notas                                                         |
| ---- | ------------------------------ | -------------------- | ------------------------------ | -------------------- | ------------------------------------------------------------- |
| 2006 | "See Me Now"                   | Cassius              | 15 Again                       | Compositor, produtor | Produzido com Éric Chedeville [creditado como Le Knight Club] |
| 2012 | "My Poseidon"                  | Sébastien Tellier    | My God Is Blue                 | Compositor           |                                                               |
| 2013 | "Nightcall"                    | Kavinsky             | OutRun                         | Compositor, produtor | Produzido com Kavinsky                                        |
| 2017 | "Rest"                         | Charlotte Gainsbourg | Rest                           | Compositor, produtor |                                                               |
| 2018 | "Hurt You" (com Gesaffelstein) | The Weeknd           | My Dear Melancholy,            | Compositor, produtor | Produzido com Gesaffelstein                                   |
| 2023 | "MODERN JAM"                   | Travis Scott         | Utopia (álbum de Travis Scott) | Produtor             |                                                               |